# Vilsteren (Adelsgeschlecht)

Wappen derer van Vilsteren

Van Vilsteren ist eine niederadelige Familie aus dem gleichnamigen Ort Vilsteren im Salland, Overijssel.

## Geschichte
In einer Urkunde aus dem Jahre 1233 des Utrechter Bischofs Willibrand von Oldenburg, taucht der Zeuge Hermanno de Vilsteren auf. Im Lehenrepertorium des Oberstiftes Utrecht 1379–1805, das nur bis 1379 zurückgeht, stehen die ältesten Einträge dieser Familie mit dem Gut zu Vilsteren in Verbindung. Zitat:
Den Hof te Vilster mit al synen toebehoren. Item 't Santhuys mit sinen toebehoren. Item 't Grote Meyering ende 't Luttike Meyering to Vilster mit sinen toebehoren.
Z.d. [1379-1382] (BA1 fol 39v)
Herman van Vilster.
Während der katholische Zweig aus Wijhe der Familie Vilsteren, der in den Besitz des belgischen Schlosses Laarne gekommen war, in den Baronenstand erhoben wurde, zählte der protestantische Zweig zur IJlicke, den sogenannten hoveluden. Das heißt, diese gehörten zum niederen, untitulierten Adel ohne landtagsfähigen Rittersitz. Im 17. Jahrhundert wurde die IJlicke vom katholischen Zweig aufgekauft.

## Güter
- Den Hof in Vilsteren[6]
- De IJlicke später auch Vilsterborg genannt in Holtheme bei Gramsbergen
- Schloss Laarne in Laarne, Belgien.
- Yrst in Hattem, Niederlande[7]

## Wappen
Schild: In Gold drei schwarze Sparren. Helmzeichen: ein Bannerflug dem Schild entsprechend.
Denselben Schild führen auch die Familien van Haerst/Haersolte und van Mulert. Alle Familien stammen aus der Region Salland. Eine Stammesverwandtschaft ist nicht erwiesen.

Wappen derer von Haerst/Haersolte
Wappen derer von Mulert